# Muralla anastasiana
La muralla anastasiana fou una fortificació construïda el 507 per ordres de l'emperador Anastasi I Dicor com a obra defensiva contra pobles nòmades. Era una muralla construïda a l'istme de Constantinoble, de la costa de la Propòntida a la del Pont Euxí. Encara en queden algunes restes.